# Claudio Bigagli
Claudio Bigagli, född 1955 i Montale, Pistoia, Italien, italiensk skådespelare.

## Filmografi, i urval
- 1991 - Jag älskar soldater